# نوكيا 6110 نافيجيتر
نوكيا 6110 Navigator هو أحد أجهزة نوكيا، شركة الهواتف والتقنية النقالة. يأتي هذا الجهاز مع شاشة نوعها 240 * 320 24-بت (16.777.216) لون. تم إصدار هذا الجهاز في 2007. تقنيته/تردده هي HSDPA/GSM/EDGE. جيل الجهاز هو BB5.0. عامل الشكل (التصميم) للجهاز هو «منزلق». الجهاز يحتوي على كاميرا نوعها: 2.0 ميغابيكسل.
كما يوجد بالجهاز نظام الملاحة (روت 66) حيث يرشد للطريق ويقيس زمن الرحلات .